# Joelma Viegas
Pour les articles homonymes, voir Viegas.
Joelma Patrícia da Cunha Viegas alias Cajó, (née le 15 octobre 1986) est une joueuse de handball angolaise. 

## Carrière
Elle est membre de l'équipe d'Angola de handball féminin, avec laquelle elle a participé au Championnat du monde de handball féminin 2011 au Brésil et aux Jeux olympiques d'été de 2012,.
En club, elle joue pour le Primeiro de Agosto au sein de la ligue angolaise de handball féminin (en).

## Palmarès

### En équipe nationale
Jeux olympiques
- 10e place aux Jeux olympiques 2012

Championnats du monde
- 11e place au Championnat du monde 2009
- 8e place au Championnat du monde 2011
- 16e place au Championnat du monde 2013

Championnats d'Afrique
- Médaille d'or au championnat d'Afrique 2010
- Médaille d'or aux Jeux africains 2011.
- Médaille d'or au championnat d'Afrique 2012
- Médaille d'or au championnat d'Afrique 2016